# Thomas Cartwright

Thomas Cartwright

Thomas Cartwright (* 1535 in Hertfordshire; † 27. Dezember 1603 in Warwick) war ein englischer Vertreter des presbyterianischen Puritanismus.

## Leben
Thomas Cartwright studierte an der St John’s College (Cambridge) und wurde dort 1569 Professor der Theologie. Er bestritt das Recht des anglikanischen Bischofsamtes und forderte eine presbyteriale Gemeindeverfassung. Während der Herrschaft der englischen Königin Maria I. Tudor musste er Cambridge verlassen, konnte aber nach der Thronbesteigung ihrer Schwester, Königin Elisabeth I., wieder zu seinen theologischen Studien zurückkehren. Er blieb als Dozent in Cambridge und wurde zum bekannten Kritiker des Episkopalsystems der Church of England. 1571 vertrieb der künftige Erzbischof von Canterbury, John Whitgift, Cartwright aus Cambridge. Cartwright ging nach Gent und als er 1572 nach England zurückkehrte, wurde er in die Veröffentlichung der „Admonition to Parliament“ verwickelt. Um der Verhaftung zu entgehen, kehrte er auf den Kontinent zurück, wo er Pastor der englischen Exilkolonie von Antwerpen wurde. 1584 kehrte Cartwright nach England zurück. Zweimal wurde er verhaftet, kam aber nach der Intervention hochgestellter Anhänger stets wieder frei. In seinen Schriften trat Cartwright für eine Kirche ein, deren autonomer Kirchenrat von freigewählten Pastoren und Ältesten angeführt werden sollte. Dieser Plan griff in den etablierten Aufbau der Staatskirche ein. Cartwright ging dabei aber nicht so weit wie die extremen Puritaner, die Barrowisten und die Brownisten. 1595–98 lebte er in Guernsey bei dem Gouverneur der Insel, seinem Freund, und seit 1601 in seinem geliebten Hospital in Warwick.